# ضلاعة (لودر)
ضلاعة هي إحدى قرى عزلة زارة بمديرية لودر التابعة لمحافظة أبين، بلغ تعداد سكانها 193 نسمة حسب تعداد اليمن لعام 2004.